# Erlangeria schoana
Erlangeria schoana är en skalbaggsart som beskrevs av Preiss 1902. Erlangeria schoana ingår i släktet Erlangeria och familjen Cetoniidae. Inga underarter finns listade i Catalogue of Life.